# مسابقات جهانی تنیس روی میز ۲۰۱۵

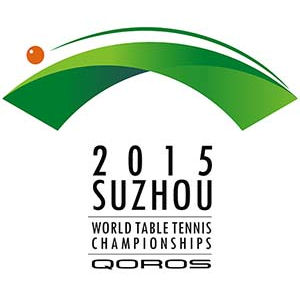
لوگوی مسابقات

مسابقات جهانی تنیس روی میز ۲۰۱۵ از ۲۶ آوریل تا ۳ مه ۲۰۱۵ در سوژو برگزار شد. این مسابقات، پنجاه و سومین دورهٔ مسابقات انفرادی بود و برای پنجمین بار در چین برگزار شد. میزبان مسابقات در مارس ۲۰۱۲ معرفی شد.
۵۲۳ ورزشکار (شامل ۳۱۲مرد از ۹۷ کشور و ۲۳۵ زن از ۷۸ کشور) در این مسابقات شرکت کردند. در پایان، در چهار مادهٔ انفرادی و دونفره، بازی نهایی میان ورزشکاران چینی برگزار شد. در دونفرهٔ مختلط نیز تیمی از چین و کرهٔ جنوبی در برابر تیمی از ژاپن برنده شد.

## برنامه زمانی
پنج رویداد انفرادی در این مسابقات برگزار شد.
| تاریخ         | ۲۷ آوریل     | ۲۸ آوریل     | ۲۹ آوریل             | ۳۰ آوریل      | ۱ مه                 | ۲ مه             | ۳ مه             |
| ------------- | ------------ | ------------ | -------------------- | ------------- | -------------------- | ---------------- | ---------------- |
| انفرادی مردان |              | دور ۱        | دور ۲                | دور ۳         | دور ۴                | یک‌چهارم نهایی    | نیمه‌نهایی، نهایی |
| انفرادی زنان  |              | دور ۱        | دور ۲                | دور ۳         | دور ۴، یک‌چهارم نهایی | نیمه‌نهایی، نهایی |                  |
| دوبل مردان    |              | دور ۱، دور ۲ | دور ۳                | یک‌چهارم نهایی |                      | نیمه‌نهایی، نهایی |                  |
| دوبل زنان     |              | دور ۱، دور ۲ | دور ۳                | یک‌چهارم نهایی |                      |                  | نیمه‌نهایی، نهایی |
| دوبل مختلط    | دور ۱، دور ۲ | دور ۳        | دور ۴، یک‌چهارم نهایی | نیمه‌نهایی     | نهایی                |                  |                  |

## نتایج

### جدول مدال‌ها
| رتبه  | کشورها    | طلا | نقره | برنز | مجموع |
| ۱     | چین       | ۴٫۵ | ۴    | ۴    | ۱۲٫۵  |
| ۲     | کره جنوبی | ۰٫۵ | ۰    | ۱    | ۱٫۵   |
| ۳     | ژاپن      | ۰   | ۱    | ۱    | ۲     |
| ۴     | هنگ کنگ   | ۰   | ۰    | ۱    | ۱     |
| ۴     | کره شمالی | ۰   | ۰    | ۱    | ۱     |
| ۴     | سنگاپور   | ۰   | ۰    | ۱    | ۱     |
| ۷     | هلند      | ۰   | ۰    | ۰٫۵  | ۰٫۵   |
| ۷     | لهستان    | ۰   | ۰    | ۰٫۵  | ۰٫۵   |
| مجموع | مجموع     | ۵   | ۵    | ۱۰   | ۲۰    |

### رویدادها
| رویداد        | طلا                | نقره                           | برنز                      |
| انفرادی مردان | ما لونگ            | فانگ بو                        | فان ژن‌دونگ                |
| انفرادی مردان | ما لونگ            | فانگ بو                        | ژانگ جیکه                 |
| انفرادی زنان  | دینگ نینگ          | لیو شیون                       | مو زی                     |
| انفرادی زنان  | دینگ نینگ          | لیو شیون                       | لی شیائوشیا               |
| دونفره مردان  | شو شین ژانگ جیکه   | فان ژن‌دونگ ژو یو               | لی سانگ-سو سئو هیون-دئوک  |
| دونفره مردان  | شو شین ژانگ جیکه   | فان ژن‌دونگ ژو یو               | کنتا ماتسودایرا کوکی نیوا |
| دونفره زنان   | لیو شیون ژو یولینگ | دینگ نینگ لی شیائوشیا          | فنگ تیانوی یو منگیو       |
| دونفره زنان   | لیو شیون ژو یولینگ | دینگ نینگ لی شیائوشیا          | Li Jie لی چیان            |
| دونفره مختلط  | شو شین یانگ ها-اون | ماهارو دایشیرو کاسومی ایشیکاوا | کیم هیوک-بونگ کیم جونگ    |
| دونفره مختلط  | شو شین یانگ ها-اون | ماهارو دایشیرو کاسومی ایشیکاوا | ونگ چونگ تینگ دو هوی کم   |